# Jerzy Dukay
Jerzy Dukay, znany również jako Jerzy Dukaj (ur. 6 lutego 1936) — polski aktor teatralny i filmowy.

## Życiorys
1 września 1958 roku miał miejsce jego debiut teatralny. Występował w następujących teatrach:
- Operetka Warszawska (1958-66)
- Teatr Ludowy w Warszawie (1966-74)
- Teatr Nowy w Warszawie (1974-84)
- Teatr Komedia w Warszawie

## Filmografia
- 1962: Gangsterzy i filantropi – kelner
- 1975: Dyrektorzy – mężczyzna śledzący Wanada (odc. 3)
- 1978: Życie na gorąco – kapitan Rabello, zastępca pułkownika Lucasa (odc. 4)
- 1981: Najdłuższa wojna nowoczesnej Europy – inspektor policji (odc. 8)
- 1997: Historia o proroku Eliaszu z Wierszalina
- 1997: Boża podszewka – "Cygan", żołnierz oddziału partyzanckiego "Boruty" (odc. 13-15)
- 1999: Pierwszy milion
- 1999: Ogniem i mieczem – Hładki
- 2000: Twarze i maski – inspicjent (odc. 5)
- 2000: Sukces – Józef Balcerek, były pracownik PGR-u w Mrocznej
- 2000: Ogniem i mieczem – Hładki
- 2001: Quo vadis – stróż cyrku
- 2001: Plebania (odc. 60 i 61)
- 2002: Quo vadis – stróż cyrku
- 2003: Stara baśń. Kiedy słońce było bogiem – Szpak
- 2004: Stara baśń – Szpak
- 2005: Czego się boją faceci, czyli seks w mniejszym mieście – dozorca (seria III, odc. 6)

## Teatr telewizji
Wystąpił w kilkudziesięciu spektaklach Teatru telewizji. Zagrał m.in. rolę Andrzeja w spektaklu "Gorący ślad" (1971r.) i Diona Zuchty w spektaklu "Satysfakcja po Abchasku" (1977r.)